# Route nationale 42 (Madagaskar)

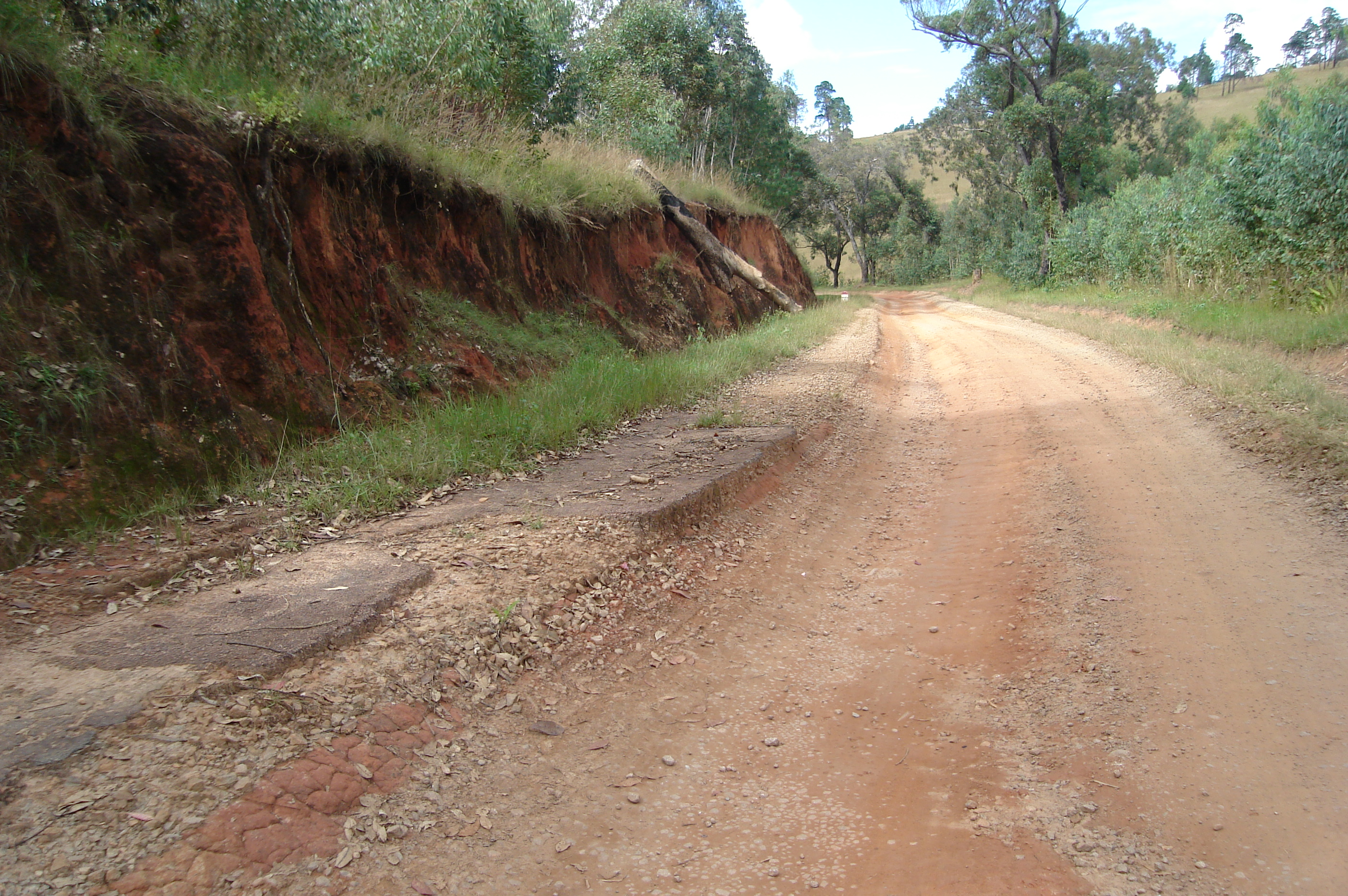
Route nationale 42 zwischen Fianarantsoa und Isorana. Am linken Fahrbahnrand noch Reste der alten Asphaltdecke.

Die Route nationale 42 (RN 42) ist eine 98 km lange, unbefestigte Nationalstraße in Madagaskar. Sie führt von Fianarantsoa in westlicher Richtung über die alte Königsstadt Isorana nach Ikalamavony. Sie wird als Route nationale temporaire (zeitweilige Nationalstraße) klassifiziert, weil sie während der Regenzeit nicht oder nur sehr schwer passierbar ist. Die ersten 37 km bis Isorana waren bereits in den 1960er Jahren asphaltiert worden, allerdings ist die Asphaltdecke bis auf geringe Reste infolge fehlender Reparaturen zerstört.